# ナポリ美術アカデミー

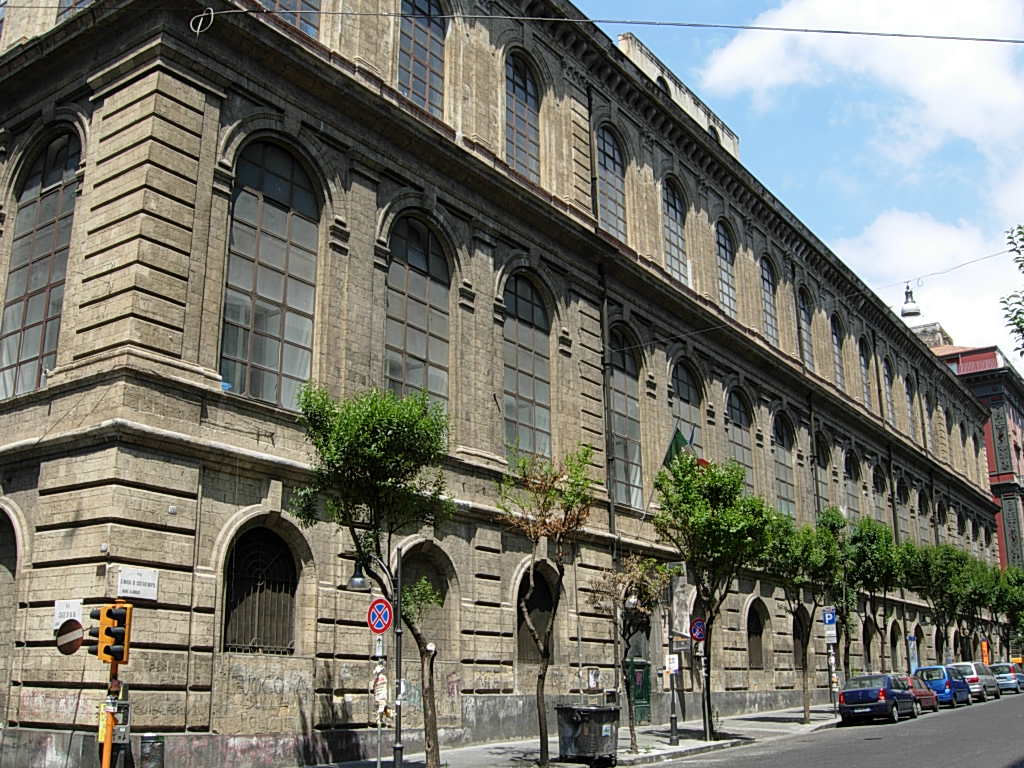
Accademia di Belle Arti di Napoli

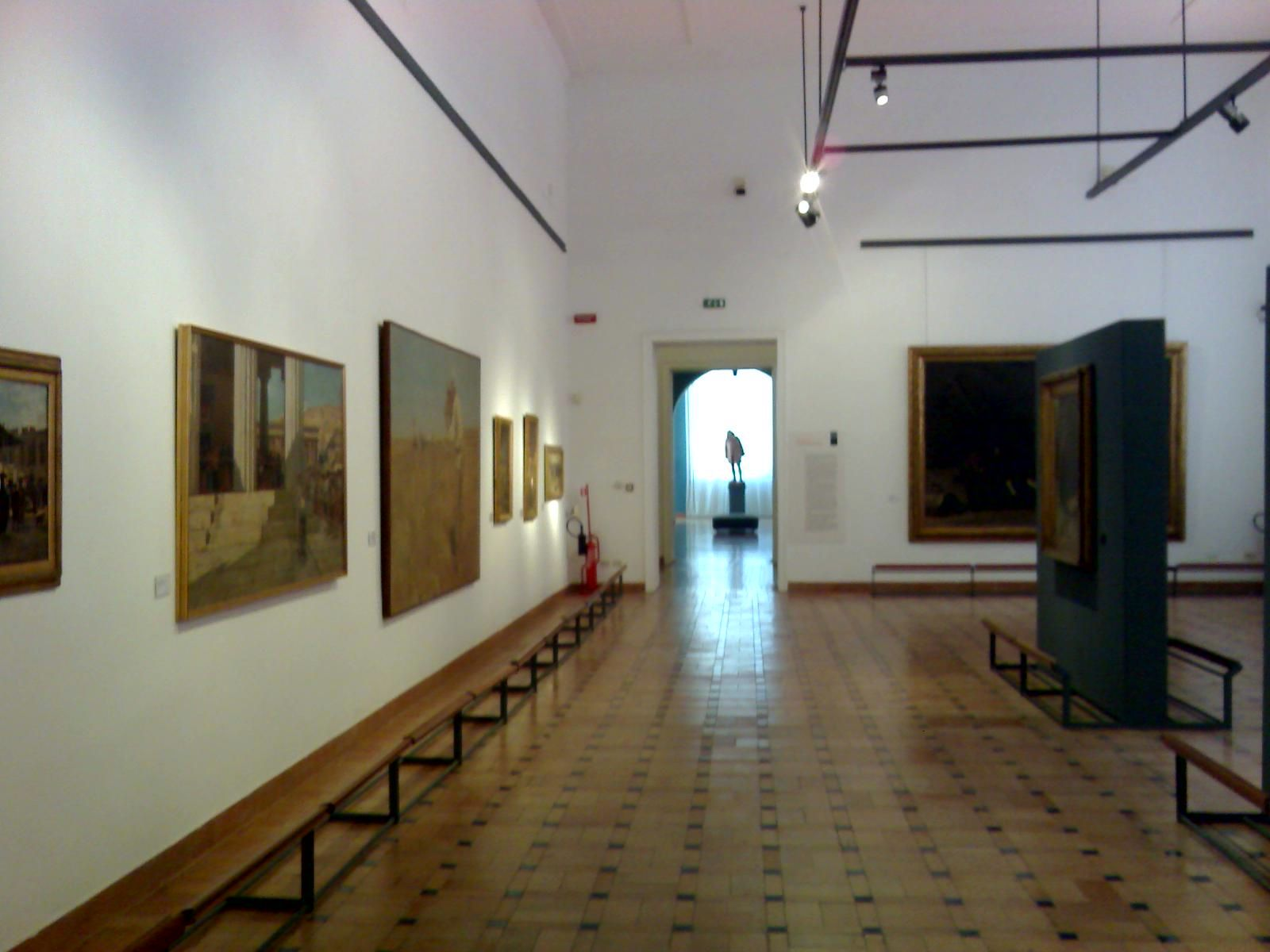
ギャラリー

ナポリ美術アカデミー（Accademia di Belle Arti di Napoli）はナポリにある美術学校（美術大学）である。1752年に、ナポリ・シチリア王、カルロ7世によって設立された。王立美術研究所(Reale Istituto di Belle Arti)、王立美術アカデミー(Reale Accademia di Belle Arti)と称した時代もあった。

## 歴史
1752年にカルロ7世によって設立された時は2つの学校、「絵画学校」(Accademia del Disegno)と「裸体画学校」(Accademia del Nudo)からなり、サン・カルロ・アッレ・モルテッレ教会の建物の中に設けられ、長年、王立貴石試験場(Reale Laboratorio delle Pietre Dure)や王立タペストリー製造所(Reale Fabbrica degli Arazzi)によって運営されていた。1806年から1808年の間ナポリ王となったジョゼフ・ボナパルトによって王立美術アカデミーの名前が与えられた。1822年に改組され王立美術研究所に改名され、ファシスト政府の文相ジョヴァンニ・ジェンティーレによって教育改革が行われた1923年に王立美術アカデミー(Reale Accademia di Belle Arti)に名称が戻された。
1861年にイタリアが統一された後、イタリア王国の公共教育省が管理した。1673年から1681年の期間をかけて修道院の跡地に現在の建物が建設された。建築科は19世紀に盛んに活動していたが1935年にナポリ大学に移管された。第二次世界大戦中に閉鎖され、1943年から建物は連合軍に占拠され、1946年のイタリア共和国の成立により、「Reale」の名称は廃止された。
1999年のイタリアの教育改革で、イタリアの他の、美術アカデミーや音楽アカデミーとともに学位認定のできる教育機関とされた。

## 関連する教授や学生
- ヨハン・ハインリヒ・ヴィルヘルム・ティシュバイン (1751-1829)
- コスタンツォ・アンジェリーニ (1760-1853)
- ジュゼッペ・カンマラーノ (1766-1850)
- ジョゼフ＝ボニファス・フランク (1774-1833)
- Antonie Sminck Pitloo (1790-1837)
- ガブリエーレ・スマルジアッシ (1798-1882)
- Giuseppe Bonolis (1800-1851)
- ヴィンチェンツォ・アッバーティ (1803-1866)
- ジュゼッペ・パリッチ (1812-1888)
- ジュゼッペ・マンチネッリ (1813-1875)
- フィリッポ・パリッチ (1818-1899)
- テオドロ・デュクレール (1816-1867)
- フランチェスコ・サヴェリオ・アルタムーラ (1822-1897)
- ドメニコ・モレリ (1823-1901)
- マルコ・デ・グレゴリオ (1829-1876)
- ジョアッキーノ・トーマ (1836-1891)
- ジャコモ・ディ・キリコ (1844-1883)
- アントニーノ・レトー (1844-1913)
- Natale Attanasio (1845-1923)
- ジュゼッペ・デ・ニッティス (1846-1884)
- アルチェステ・カンプリアーニ (1848-1933)
- フランチェスコ・パオロ・ミケッティ (1851-1929)
- アントニオ・マンチーニ (1852-1930)
- ヴィンチェンツォ・ジェミート(1852-1929)
- Francesco Jerace (1853-1937)
- ジョゼップ・マリア・タンブリーニ(1856-1932)
- ジュゼッペ・デ・サンクティス (1858-1924)
- Gaetano Esposito (1858-1911)
- Vincenzo Migliaro (1858-1938)
- フェレンツィ・カーロイ (1862-1917)
- Giovanni De Martino (1870-1935)
- ウリッセ・カプート (1872-1948)
- 二田原英二 (1931- )
- Mimmo Jodice (1936- )
- Fathi Hassan (1957- )